# Christophe Ségura
Christophe Ségura, né le 21 août 1974 à Bourg-Saint-Maurice, est un snowboardeur français, 

## Palmarès

### Jeux olympiques
| Épreuve / Édition      | Slalom géant | Slalom géant parallèle |
| ---------------------- | ------------ | ---------------------- |
| JO 1998 Nagano         | 12e          | -                      |
| JO 2002 Salt Lake City | -            | 21e                    |

### Championnats du monde
| Épreuve / Édition         | Slalom géant |
| Mondiaux 1997 San Candido | 11e          |

### Coupe du monde

#### Palmarès
- Meilleur classement général : 51e en 1998.
- 3 podiums dont 2 victoires en snowboardcross.

#### Détail des victoires
| Saison    | Slalom géant | Slalom géant parallèle |
| 1997-1998 | Innichen     | -                      |
| 2000-2001 | -            | Asahikawa              |